# Georg Lodström
Georg Sigurd Lodström, född  21 januari 1915 i Stockholm, död där 13 september 1972, var en svensk målare.
Han var son till hotelltjänstemannen Oscar Karlsson och Anna Alfrida Karlsson och från 1942 gift med Mona Melin. Lodström studerade vid Tekniska skolan i Stockholm 1937-1938 samt under kortvariga kurser på Ollers målarskola 1940 och vid Académie Ranson i Paris 1953 samt under studieresor till Danmark, Norge, Frankrike och Spanien. Som stipendiat fick han ställa ut på Thurestams konstgalleri och han ställde därefter ut ett flertal gånger separat eller tillsammans med sin fru. Han medverkade i Liljevalchs Bumerangen och vårsalonger samt samlingsutställningar i Göteborg, Borås, Jönköping och Sundsvall. Hans konst består av stadsbilder, landskap, stilleben, modellstudier, porträtt (bland annat av Maria Schildknecht) i olja eller akvarell. Lodström är representerad vid Stockholms stadsmuseum och Västerås konstmuseum.